# چکاوک دوپون

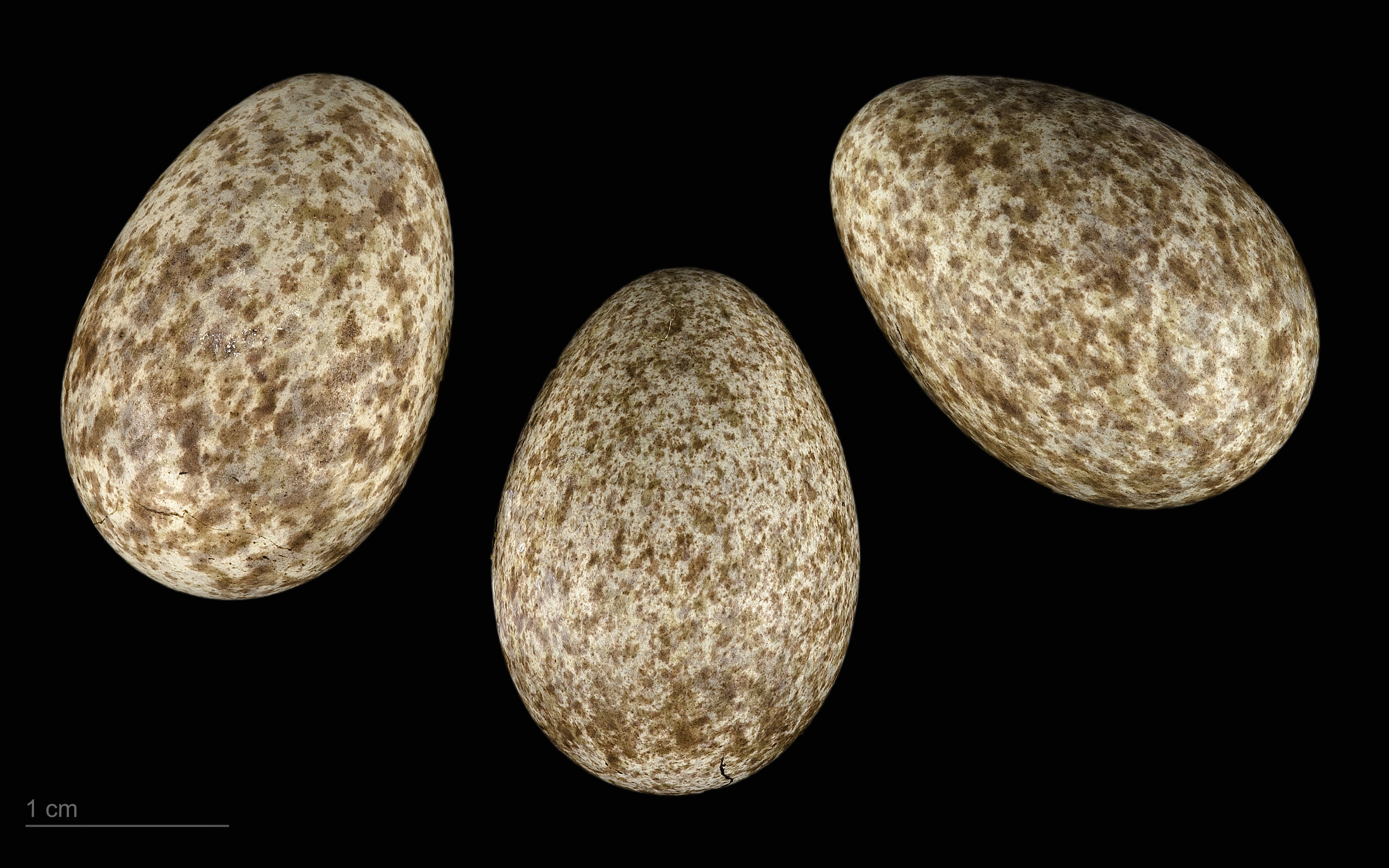
Chersophilus duponti duponti

چکاوک دوپون (نام علمی: Chersophilus duponti) نام یک گونه از تیره چکاوک است.